# 紫金鹃
紫金鹃（学名：Chrysococcyx xanthorhynchus）为杜鹃科金鹃属的鸟类，俗名紫杜鹃。分布于印度、孟加拉、缅甸至马来群岛、马来半岛、东至菲律宾群岛以及中国云南等地，一般生活于山林、平原树林以及灌木丛间。该物种的模式产地在爪哇。

## 亚种
- 紫金鹃云南亚种（学名：Chrysococcyx xanthorhynchus limborgi）。分布于中国雲南至印度尼西亚等地。该物种的模式产地在缅甸。[3]